# Theramenes olivaceus
Theramenes olivaceus är en insektsart som först beskrevs av John Obadiah Westwood 1859.  Theramenes olivaceus ingår i släktet Theramenes och familjen Heteropterygidae. Inga underarter finns listade i Catalogue of Life.